# José Geraldo Vieira
José Geraldo Vieira (16 avril 1897 - 17 août 1977) était un écrivain, traducteur et critique littéraire brésilien,,.

## Traducteur
En tant que traducteur, Vieira a été le premier traducteur de James Joyce au Brésil, et a également été l'un des premiers écrivains brésiliens à être fortement influencé par Joyce. Il a traduit 60 livres entre 1944 et 1971. 
Parmi eux les auteurs : 
- Albert Schweitzer
- Alphonse Daudet
- Bertrand Russell
- Dostoievski
- Emil Ludwig
- Erskine Caldwell
- François Mauriac
- Hemingway
- Mark Twain
- Mika Waltari
- Níkos Kazantzákis
- Pirandello
- Stendhal
- Thomas Merton
- Tolstoï

## Écrivain
En tant qu'écrivain, il note le roman urbain, dans lequel se retrouvent des conflits de teintes essentiellement nationales, bien que reconstruit à partir d'une effervescence métropolitaine et internationale. Dans ses écrits fictifs, des villes comme São Paulo et Rio de Janeiro perdent des traces de familiarité et de provincialisme, communément dépeintes à l'époque. 

## Livres
En portugais :
- O Triste Epigrama, 1919
- A Ronda do Deslumbramento, 1922
- A Mulher que Fugiu de Sodoma, 1931
- Território Humano, 1936
- A Quadragésima Porta, 1944
- A Túnica e os Dados, 1947
- Carta à Minha Filha em Prantos, 1946
- A Ladeira da Memória, 1949
- O Albatroz, 1951
- Terreno Baldio, 1961
- Paralelo 16: Brasília, 1967
- A Mais que Branca, 1973
- Mansarda Acesa, 1975
- Crítica de Arte na Revista Habitat, posthumous, 2012
- Impressões e expressões, posthumous, 2016